# あの頃の誰か
『あの頃の誰か』（あのころのだれか）は、日本の推理作家、東野圭吾の短編小説集。2011年1月12日発行。
本書は当初から文庫版で発売された。また、『ダイイング・アイ』と2冊同時刊行され、2冊同時刊行プレゼントが行われている。収録作品はバブル時に書いたもので、単行本未収録であった。著者は、わけありだと語っている。
収録の短編のうち「レイコと玲子」「シャレードがいっぱい」「二十年目の約束」「再生魔術の女」は、2012年にテレビドラマ『東野圭吾ミステリーズ』の一篇として映像化された。

## キャッチコピー
お元気ですか? 20年前浮かれていた、みなさん! まさかの「いきなり文庫」

## あらすじ・登場人物

### シャレードがいっぱい
弥生の彼氏、孝典が自宅で死んだ。死体があったカーペットには血で、Aの様な文字が書かれていた…。
登場人物
- 津田弥生（つだやよい）：死んだ孝典の彼女。英語とフランス語の通訳をしている。
- 北沢孝典（きたざわたかのり）：自宅で殺された。スポーツクラブのゴルフクリニックで働いていた。
- 中瀬公次郎（なかせこうじろう）：中瀬興産社長。欧米との取引のため、弥生を通訳として招いている。
- 中瀬雅之（なかせまさゆき）：公次郎の長男。中瀬興産の専務。
- 中瀬弘恵（なかせひろえ）：公次郎の長女。
- 亀田（かめだ）：幸次郎の秘書。
- 尾藤茂久（びどうしげひさ）：孝典の大学時代の友人。孝典の死について調べている。
- 畠山清美（はたけやまきよみ）：社長の隠し子だと名乗る女。
- 畠山芳江（はたけやまよしえ）：公次郎と浮気していた家政婦。清美の母。
- 森本（もりもと）：孝典の自宅に来た刑事。

### 名探偵退場
虎も女も　
虎か女か?という処刑法にちなんだ『虎か女か?それとも･･･』という処刑法が実行された。それには、扉が三つあり、虎と、女と、そして何が入っているか分からない扉の三つだった。
登場人物
- 真之介（しんのすけ）：お猟に手を出し、『虎か女か？それとも･･･』という処刑法をされる罪人。
- お猟（おりょう）：独身と嘘をつき、真之介を処刑のみにさせた女。
- 番人（ばんにん）：牢屋の番人。『虎か女か？それとも…』を楽しみにしている。

## 『さよなら「お父さん」』と『秘密』
『さよなら「お父さん」』は、長編小説『秘密』の原型で、著者はあとがきで、短編として気に入らなかったから、長編として書き直した。と述べている。長編版ではバスで死んだことになっているが、短編版では飛行機事故となっている。